# کراسنا (ناحیه فریدک-میستک)
کراسنا (به چکی: Krásná) یک منطقهٔ مسکونی در جمهوری چک است که در ناحیه فریدک-میستک واقع شده‌است. کراسنا ۴۴٫۱۳ کیلومتر مربع مساحت و ۶۶۰ نفر جمعیت دارد و ۵۲۰ متر بالاتر از سطح دریا واقع شده‌است.